# 沖縄関係戸籍事務所
沖縄関係戸籍事務所（おきなわかんけいこせきじむしょ）は、米軍占領下の沖縄県の市町村に代わって戸籍事務を管掌した法務庁福岡司法事務局（現在の法務省福岡法務局）の出張所である。

## 概要
沖縄県に本籍を有する者の戸籍事務を管掌させるため、1948年（昭和23年）10月1日に設置された。
沖縄県がアメリカの占領下に置かれたことにより戸籍法第1条にいう「戸籍事務の管掌者」でなくなった沖縄県の市町村長に代わって戸籍の届書を受理したり、沖縄県の本土在住者の戸籍管理を行った。
当初は戸籍の届書の相互交流が認められなかったが、1958年（昭和33年）7月1日から認められるようになった。そして翌年より、これまでに沖縄関係戸籍事務所が保管してきた届書を琉球政府に貸し出して処理が開始された。1963年（昭和38年）からは沖縄関係戸籍事務所が管理する戸籍の副本を交付した。
復帰に伴い、沖縄県の市町村長が「戸籍事務の管掌者」となったため、廃止された。